# Messaoud Drareni
Messaoud Drareni (* 1950 in l'Arbaâ, Blida) ist ein ehemaliger algerischer Radrennfahrer und nationaler Meister im Radsport.

## Sportliche Laufbahn
1971 siegte er in der Rundfahrt der Elfenbeinküste, die später den Namen Tour Ivoirien de la Paix erhielt. Kurz danach gewann er die Senegal-Rundfahrt.
1974 startete er bei den UCI-Weltmeisterschaften im Querfeldeinrennen und wurde beim Sieg von Robert Vermeire 36. des Rennens. Er fuhr die Algerien-Rundfahrt mehrfach, sein bestes Resultat war der 11. Platz 1972. Mit Abdelkader Reguigui, Abdelkader Lagab und Tahar Lagab gewann er die nationale Meisterschaft im Mannschaftszeitfahren.
Die Internationale Friedensfahrt fuhr er 1979, er schied in dem Etappenrennen aus.